# Peter Krause
Peter William Krause (født 12. august 1965 i Alexandria, Minnesota) er en amerikansk skuespiller, instruktør og producer. Han har spillet hovedroller i flere tv-serier, portrætteret Casey McCall på Sports Night (1998-2000), Nate Fisher på Six Feet Under (2001-2005), Nick George på Dirty Sexy Money (2007-2009), Adam Braverman på Parenthood (2010-2015), Benjamin Jones på The Catch (2016-2017) og Bobby Nash på 9-1-1 (2018-nu).
For sit arbejde på Six Feet Under blev Krause nomineret til tre Primetime Emmy Awards, to Golden Globe Awards og syv Screen Actors Guild Awards, hvor han vandt to gange for Outstanding Performance by an Ensemble in a Drama Series.